# Henry G. Brandt

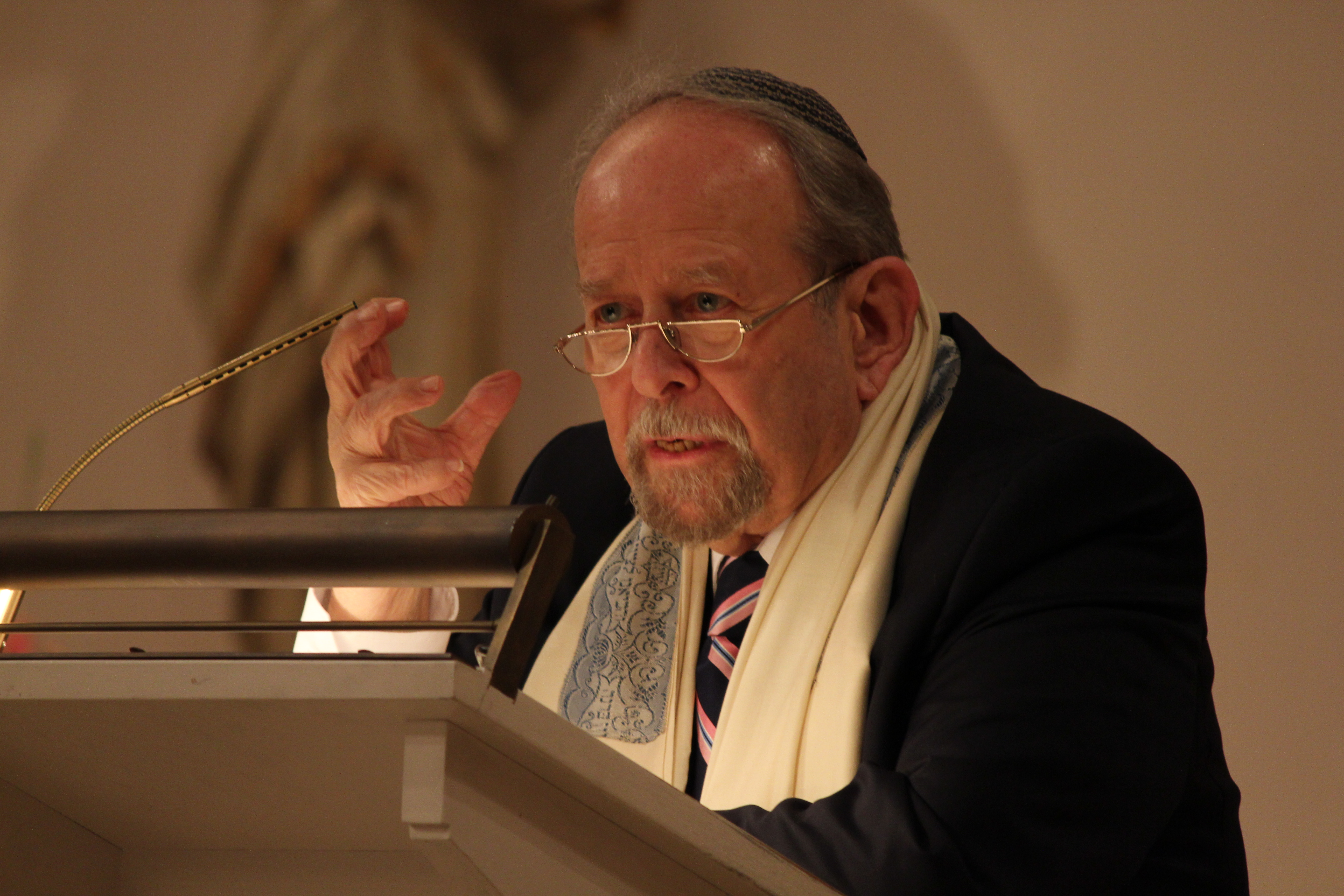
Henry G. Brandt (2016)

Henry G. Brandt (geboren am 25. September 1927 in München als Heinz Georg Brandt; gestorben am 7. Februar 2022 in Zürich) war ein deutscher Rabbiner.

## Leben
Infolge der Ausgrenzung und Verfolgung von Juden in der Zeit des Nationalsozialismus emigrierte die Familie des damals elf Jahre alten Brandt 1939 über England nach Tel Aviv. Nachdem er im Israelischen Unabhängigkeitskrieg als Offizier gedient hatte, studierte Brandt von 1951 bis 1955  Wirtschaftswissenschaften in Nordirland an der Queen’s University of Belfast und arbeitete nach seinem Abschluss als Marktanalytiker bei der Ford Motor Company. Zu dieser Zeit arbeitete er auch ehrenamtlich in der jüdischen Gemeinde Ilford bei London.
1957 nahm er ein Studium am Leo Baeck College in London auf und beendete es 1961 mit dem Rabbinerdiplom (Semicha). Sein erstes Rabbinat hatte er als Regionalrabbiner von Reformgemeinden im nordostenglischen Leeds inne. 1971 begab er sich nach Genf, wo er bis 1978 Rabbiner einer internationalen jüdischen Gemeinde blieb, danach wurde er Gründungsrabbiner der Jüdischen Liberalen Gemeinde „Or Chadasch“ in Zürich, später Gemeinderabbiner der Jüdischen Gemeinde in Göteborg. Von 1983 bis 1995 war er Landesrabbiner des Landesverbandes der Jüdischen Gemeinden von Niedersachsen mit Sitz in Hannover, von 1995 bis 2004 Landesrabbiner des Landesverbandes der Jüdischen Gemeinden von Westfalen-Lippe in Dortmund. Von 2004 bis zum März 2019 war er Gemeinderabbiner der Israelitischen Kultusgemeinde Schwaben-Augsburg. Er betreute als Amtsrabbiner die Jüdische Kultusgemeinde Bielefeld.
Rabbiner Brandt war von 1985 bis 2016 jüdischer Vorsitzender des Deutschen Koordinierungsrates der Gesellschaften für christlich-jüdische Zusammenarbeit.  Er war Mitglied des Vorstandes der Buber-Rosenzweig-Stiftung. Außerdem war er Mitglied im Gesprächskreis „Juden und Christen“ beim Zentralkomitee der deutschen Katholiken.
Im Jahr 2004 wurde Brandt zum Vorsitzenden der nichtorthodoxen Allgemeinen Rabbinerkonferenz (ARK) gewählt; er hatte das Amt bis Februar 2019 inne. Darüber hinaus berief ihn die neu verfasste strömungsübergreifende Deutsche Rabbinerkonferenz 2005 zu ihrem Gründungsvorsitzenden. Dieses Amt nahm er bis 2006 wahr; sein Nachfolger wurde Natanel Teitelbaum von der Orthodoxen Rabbinerkonferenz.
Brandt trat 1962 in England dem Bund der Freimaurer bei.
Er lebte zuletzt in Zürich, wo er im Alter von 94 Jahren starb.

## Debatte um die Karfreitagsfürbitte
Nachdem sowohl Walter Homolka als auch Micha Brumlik im Februar 2008 aus Empörung über die Karfreitagsfürbitte für die Juden ihre Teilnahme am 97. Deutschen Katholikentag im Mai in Osnabrück abgesagt hatten, erklärte Rabbiner Henry Brandt, er sei überrascht über die Absage von Walter Homolka. Zwar sei er in der Kritik an dem Text der Fürbitte mit ihm einer Meinung. Die Gespräche mit der katholischen Kirche seien jedoch gerade deshalb notwendig. Brandt betonte: „Es gibt auch jetzt noch Verhandlungsspielraum“ und „Ich glaube, es ist der falsche Weg, die Gespräche abzubrechen.“

## Ehrungen und Auszeichnungen
- 1994 verlieh der Fachbereich Evangelische Theologie der Philipps-Universität Marburg Henry G. Brandt die Ehrendoktorwürde.
- Für seine wegweisende Funktion im jüdisch-muslimischen Dialog zeichnete ihn die Stiftung Zentralinstitut Islam-Archiv-Deutschland im Jahr 2005 mit dem Muhammad-Nafi-Tschelebi-Preis aus. Er soll damit der erste Rabbiner sein, der je eine islamische Auszeichnung erhalten hat.
- Die Union progressiver Juden in Deutschland verlieh am 12. Juli 2007 in Berlin Henry Brandt, gemeinsam mit Ernst Ludwig Ehrlich (Basel) und dem Landesrabbiner von Mecklenburg-Vorpommern, William Wolff, ihren Israel-Jacobson-Preis.
- 2008: Verdienstorden der Bundesrepublik Deutschland (Verdienstkreuz I. Klasse)
- 2011: Edith-Stein-Preis
- 2014: Bayerischer Verdienstorden
- 2015: Ehrenbürger der Stadt Augsburg[10]
- 2018: Klaus-Hemmerle-Preis[11][12]
- 2019: Estrongo Nachama Preis für Toleranz und Zivilcourage[13]